# 張德本
張德本，台灣現代詩人、作家、評論家。筆名無葉、木能，台灣高雄人。國立成功大學中文系畢業，曾任高級中學教師，主編「前衛文學叢刊」（鴻蒙版），經營「筆鄉書屋」。現專事文學創作、批評、影評、藝評等跨領域整合研究。曾擔任國家文化藝術基金會文學、視聽媒體藝術類評審，北台灣文學營及鹽分地帶文學營駐營作家、講師，高雄市電影館企劃、影評人。2005年在高雄「雲相空間」策劃「凝現台灣文學」主持十五場文學講座。並參加第一屆「高雄世界詩歌節」。2006年應邀在加拿大溫哥華「台加文化協會」講述「詩的多面向世界」。2007年參加在台灣高雄市舉辦的「台蒙詩歌節」，2014年在高雄美術館講述「台語文學平埔書寫的詩與藝」。

## 著作

### 散文集
- 「筆鄉」(鴻蒙文學出版公司1985)
- 「人人都有一個聲響」(台南市文化中心1995)

### 詩集
- 「未來的花園」(鴻蒙文學出版公司1987)
- 「沙漏的眼神」（筆鄉書屋2006）
- 「The Last Garden on Earth」 （漢英對照詩集 李秀 譯 Penland Books 2007）
- 「地上最後の花園で」（華日對照詩集 錦連譯 筆鄉書屋2007）
- 「泅是咱的活海」（台灣語現代詩集 筆鄉書屋2008）
- 「累世之靶」張德本台灣語兩千五百行長詩集（台英對照 顏雪花英譯 台文戰線出版2011）

「綠樹發滿潔白的語詞」（台灣語現代詩集 台灣文薈出版2016）
- 「張德本情詩集」」（待出版）

### 書信集
- 「美麗的錯身」(希代書版公司1987)

### 有聲詩歌詠唱集
- 「在時光中」CD(張德本文學工作室1997)

### 文化評論集
- 「破立台灣」（筆鄉書屋2007）

### 現代詩評論集
- 「台灣鐵路詩人錦連論」（台北縣文化局2005）

### 電影評論集
- 「影像顛峰」（待出版）

## 主編
- 微細的一線香（前衛文學叢刊1）

本書由張恆豪、張德本、許素蘭、陳國城（舞鶴）主編。1978年5月由鴻蒙文學出版公司出版。收舞鶴早期短篇小說「微細的一線香」、張德本、王麗華、李元貞、張恆豪等人詩作，趙雲、許素蘭、袁瓊瓊等人的散文，陳映真的專訪，張良澤譯述及黃美序等人的文學戲劇研究和吳統雄的電影劇本。 
- 福爾摩沙的明天（前衛文學叢刊2）

本書由張恆豪、張德本、許素蘭、陳國城（舞鶴）主編。1978年10月由鴻蒙文學出版公司出版。收宋澤萊早期中篇小說「打牛湳村－糶穀日記」六萬字一次刊出，張良澤譯龍瑛宗小說「植有木瓜的小鎮」三萬字一次刊出，彭瑞金、許素蘭、無葉子（張德本）、屈洪範（陳昌明）的評論，羊子喬、李元貞、林瑞明(筆名：林梵)等人的詩作，謝武彰、張德本的散文，李昂的專訪。
- 蓬萊紀事（前衛文學叢刊3）

本書由張恆豪、張德本、許素蘭、陳國城（舞鶴）主編。1979年3月由鴻蒙文學出版公司出版。收舞鶴早期短篇小說「十年紀事」、渡也、張國治、顏道信的詩作，謝武彰、張德本、麥長河的散文，瘂弦的專訪，日治時期詩人楊華的小說「一個勞動者的死」，現代非洲文學專輯，寒林的戲劇評論，林瑞明的文學研究。
- 台語文學史暨書目彙編             方耀乾著 （台灣文薈1）2012.6
- 千年之深          （台英華詩集） 顏雪花著 （台灣文薈2）2013.10
- 踦立光箭頂的詩    （台英華詩集） 顏雪花著 （台灣文薈3）2013.10
- 當風佇秋天的草埔吹起（台英詩集） 陳秋白著 （台灣文薈4）2014.7

## 張德本文學網頁連結
- 「沙漏的眼神」

http://blog.yam.com/02pen （页面存档备份，存于）
- 「沙漏的凝視」

http://mypaper.pchome.com.tw/news/pen0221/ （页面存档备份，存于）
- 「人間最後的花園」

https://web.archive.org/web/20071118111624/http://blog.libertytimes.com.tw/penland/
- 「人間最後的花園」

http://blog.ylib.com/penland （页面存档备份，存于）
- 「泅是咱的活海」

https://web.archive.org/web/20090808050355/http://taiwanliterature.ning.com/profile/zhangdeben
- facebook「張徳本」

https://www.facebook.com/profile.php?id=100000030507514&ref=profile

## 獲獎入選
- 第八屆高雄市文藝獎散文佳作（1989）
- 第九屆高雄市文藝獎現代詩正獎（1990）
- 台灣國家文化藝術基金會獎助（1996）
- 第十七屆南瀛文學獎現代詩佳作（2009）
- 現代詩入選「一九八四台灣詩選」（前衛版）
- 散文入選「人生船」（作家日記365爾雅版1985）
- 現代詩入選「台灣現代詩選」（日本もぐら書房1989）
- 散文入選「中華現代文學大系」（九歌版1989）
- 現代詩由李秀英譯，入選
  - 「Twilight Musings」(Copyright2005 by the International Library of poetry,MD,USA)
  - 「Songs of Honour」(Copyright2006 Noble House Publishers,New York,USA).
  - 「The International Who's Who in Poetry」(Copyright 2007 by the International Library of poetry,One Poetry Plaza Owings Mills,MD21117 USA)
  - 「WORLD POETRY」almanac 2007.(Munkhiin useg Co Ltd.Ulaanbaatar MONGOLIA)
- 現代詩入選「台灣詩道—府城詩選」（台南市立圖書館編印2007）
- 現代詩入選「乍見城市之光」（高雄市政府文化局策劃出版2007）
- 現代詩入選「夜合花」——客家原香——台灣筆會策劃（高雄市政府客家事務委員會出版2008）
- 台灣語現代詩入選「港埔遺落的鹹味」（高雄市政府文化局策劃出版2008）
- 2007台語文學選（台南市開朗雜誌事業有限公司出版2009）
- 台灣語現代詩入選「2008年台灣現代詩選」（春暉出版社2009）

## 外部連結
- 台灣作家作品目錄資料庫——張德本 （页面存档备份，存于）